# توم مانلي
توم مانلي (بالإنجليزية: Tom Manley)‏ (7 أكتوبر 1912 في المملكة المتحدة - 4 يوليو 1988 في المملكة المتحدة) هو لاعب كرة قدم إنجليزي في مركز الهجوم. لعب مع مانشستر يونايتد ونادي برينتفورد ونورثويتش فيكتوريا.

## وصلات خارجية
- توم مانلي على موقع قاعدة بيانات كرة القدم.إي يو (الإنجليزية)